# Camponotus brodiei
Camponotus brodiei é uma espécie de inseto do gênero Camponotus, pertencente à família Formicidae.